# 堀田一継
堀田 一継（ほった かずつぐ）は、安土桃山時代の武将。江戸時代初期の旗本。豊臣秀吉の鷹匠頭。秀吉と徳川家康、秀忠の御伽衆。諱は重武ともいう。通称は、孫七、権右衛門、若狭守。

## 略歴
堀田一縄の子。曽祖父・之正と、堀田正吉の曽祖父・正道は兄弟で、尾張堀田氏の同族。しかし一継は、初め本田氏（本多氏）を称し、後に堀田氏に復した。
はじめ織田信長に属したが、後に羽柴秀吉に仕えて鷹匠頭。河内国丹南郡、近江国高島郡、伊勢国一志郡・奄芸郡・度会郡・飯高郡の六郡内の併せて5,000石の知行を与えられ、従五位下若狭守に叙任された。
天正18年（1590年）7月11日、小田原の役で小田原城が落城した後、北条氏政・北条氏照兄弟の切腹の際には佐々行政らと検使役を務めている。
『守矢家文書』によれば、いわゆる五奉行とともに政務に携わった十人衆として富田一白、佐々行政、寺西正勝、毛利吉成、堀田一継、石田正澄、片桐貞隆、石川光元、山中長俊、木下延重の名が挙げられている。
慶長2年（1597年）頃、知行6,000石。翌3年の秀吉の死に際して遺物金5枚を受領。
秀吉の死後は、駿府の徳川家康に招かれて御伽衆となる。
慶長4年（1600年）、家康が御掟を破って大名と縁組をした件で前田利家と対立すると、一継は家康の命を受けて浅野幸長と加藤清正への使者となった。利家が病死すると石田三成襲撃事件が起こるが、このときに福島正則と黒田長政が一継の館に密事を告げに来たので、これを家康に取次いだ。同年12月8日、家康の茨木放鷹に随従。
慶長5年（1600年）、会津征伐でも家康に従って小山に至る。関ヶ原の戦いでは加藤嘉明隊の与力となって戦闘で首級50を上げた。翌同6年（1601年）2月25日、その勧賞として近江国甲賀郡、大和国添下郡の二郡内で3,000石を加増され、3月5日、伊勢国一志郡・奄芸郡の二郡内で880石を加増され、都合8,880石の所領を持つ大身旗本となった。
慶長20年（1615年）の大坂夏の陣では西尾忠永隊の与力となった。
その後、江戸の近くの狩場を任され、しばしば家康の鷹狩に随従し、巣鷹・弟鷹を賜った。徳川秀忠の代となってもその御伽衆に列した。
元和5年（1619年）8月14日、伊勢国一志郡・奄芸郡と近江国高島郡の知行地を、近江国甲賀郡内に移封される。このとき知行1万石。
寛永2年（1625年）に致仕して隠居する。同年7月、大和国添下郡・近江国甲賀郡の二郡において3,500石を隠居領として分かち、5,380石を嫡男・一通が相続して子孫は旗本寄合席となった。
寛永7年（1630年）6月25日没。享年81。